# Sabor a mí
Sabor a mí est un boléro de 1959 du compositeur et chanteur mexicain Álvaro Carrillo (en). Il a été popularisé au niveau international par trio musical Los Panchos, qui ont collaboré à leur interprétation avec Eydie Gormé en 1964,. Parmi les plus de 300 chansons qu'il a créées, cette chanson a été considérée comme le plus grand succès de Carrillo, tant au Mexique qu'à l'étranger. Depuis sa création, la chanson a été reprise par plusieurs artistes, dont les chanteurs mexicains José José et Luis Miguel, le pianiste de jazz cubain Bebo Valdés et les musiciens mexico-américains Los Lobos.

## Film "Sabor a mi" Interprété par le chanteur mexicain José José
Le film autobiographique d'Álvaro Carrillo, avec José José, utilise le nom de cette chanson comme titre.

## Reprises

### Version de Luis Miguel

#### Contexte
En 1991, Miguel a publié Romance, une collection de ballades latines classiques, dont la plus ancienne remonte aux années 1940. L'album a été produit par Armando Manzanero et arrangé par Bebu Silvetti, et a été crédité pour avoir revitalisé le genre du boléro. Il est également entré dans l'histoire en tant que premier album en langue espagnole à être certifié or par la Recording Industry Association of America (RIAA) aux États-Unis. Une suite de Romance est sortie en 1994 sous le titre Segundo romance (Deuxième romance), qui a été produite par Miguel, Juan Carlos Calderón et Kiko Cibrian. Les deux albums ont reçu une certification platine de la RIAA aux États-Unis et ont également connu le succès dans des pays autres que l'Amérique latine et les États-Unis, comme la Finlande et l'Arabie Saoudite, avec plus de douze millions d'exemplaires vendus ensemble,,.
En décembre 1996, Miguel a tenu une conférence de presse à Buenos Aires, en Argentine, où il a annoncé son désir d'enregistrer un troisième album de boléros et a mentionné la possibilité de travailler avec Manzanero et Juan Gabriel. Il a également exprimé son intérêt pour le chant en italien et en portugais, bien que les chansons de l'album soient à l'origine toutes en espagnol. Deux mois plus tard, Manzanero a confirmé qu'il travaillait avec Miguel sur un autre album de ballades inspiré du boléro, sous le titre provisoire de Tercer Romance (Troisième Romance). La maison de disques de Miguel a confirmé que quatorze titres seraient inclus sur l'album sous le titre Romances

#### Accueil
En 1997, le chanteur mexicain Luis Miguel a repris Sabor a mí sur son album Romances. Il est sorti comme sixième single de l'album en 1998 et a atteint la sixième place dans le classement Billboard Hot Latin Songs. La reprise de Miguel a été reconnue comme l'une des meilleures chansons de l'année lors des BMI Latin Awards de 1999.
L'interprétation de Miguel a reçu des appréciations défavorables de la part des critiques musicaux. Mario Tarradell du Dallas Morning News a noté que la reprise de Sabor a mí par Miguel « conserve une partie de sa saveur exotique, alimentée par la guitare flamenca ». Fernando Gonzalez de l'Orange County Register n'a pas été impressionné par la performance de Miguel car il a estimé qu'il « sonne simplement fort, plutôt que romantique ». Le rédacteur en chef du Los Angeles Times, Ernesto Lechnero, a également critiqué la version de Luis Miguel de Sabor a mí et a déclaré qu'elle « est devenue incontrôlable avec l'ajout d'une batterie, réduisant la mélodie chantante à quelque chose qui rappelle un jingle de publicité télévisée ».

### Autres reprises
Le chanteur mexicain Javier Solís a repris Sabor a mí en 1960. Son interprétation a été intronisée au Latin Grammy Hall of Fame (en) en 2001.
José José a repris la chanson lorsqu'il a joué Álvaro Carrillo dans le biopic de 1988.
Dans le cadre de la tournée mondiale de Music Bank, le groupe sud-coréen EXO-K a chanté Sabor a mí en espagnol lors du spectacle Music Bank in Mexico à Mexico en 2014. L'enregistrement du spectacle a été vu par des millions de personnes en ligne.
En 2016, Kali Uchis a repris la version d'El Chicano (en) de Sabor a mí après avoir demandé à ses fans en ligne de voter pour la chanson qu'ils voulaient qu'elle chante.
Parmi les autres artistes qui ont repris cette chanson ou qui ont fait leur propre interprétation, on peut citer Armando Manzanero, Bebo Valdés, Pérez Prado, Isabel Pantoja, Los Lobos, Lucho Gatica, Manoella Torres, Mari Trini, Mina, Peppino di Capri, Orietta Berti, Lila Downs, José Feliciano, El Pescaílla, Los Ángeles Negros, Tinku ou Monsieur Periné, entre autres.